# Лазарєв Віталій Олександрович
Віталій Олександрович Лазарєв — капітан Збройних Сил України, учасник російсько-української війни, який загинув у ході російського вторгнення в Україну.

## Життєпис
Народився 29 жовтня 1994 року в м. Василькові Київської області.
Загинув 24 лютого 2022 року, в перший день російського вторгнення в Україну в м. Сватове на Луганщині.

## Нагороди
- орден «За мужність» III ступеня (2022, посмертно) — за особисту мужність і самовіддані дії, виявлені у захисті державного суверенітету та територіальної цілісності України, вірність військовій присязі.

## Вшанування пам'яті
«Він був відданою і вірною людиною в своїй справі, вірив у найкраще. В нього залишилася вірна дружина та маленький син, котрий знає, що батько Герой і він завжди буде поруч. Герої не вмирають! Герої назавжди!» (Прим. — допис користувачів, які близько знали загиблого Героя! — запис не видаляти!).